# Lee Frost
Lee Frost (* 14. August 1935 in Globe, Gila County, Arizona als David Kayne; † 25. Mai 2007 in New Orleans, Louisiana) war ein US-amerikanischer Filmregisseur, Drehbuchautor, Kameramann, Schauspieler, Filmproduzent und Filmeditor.

## Leben
Frost wurde am 14. August 1935 in Globe geboren. Er wuchs im kalifornischen Glendale und auf Oʻahu, Hawaii auf. Während seiner Laufbahn nutzte er verschiedene Pseudonyme wie R. L. Frost, R. Lee Frost oder David Kayne. Weitere Namen, die er nutzte, waren David Kane, F. C. Perl, Elov Peterssons oder Les Emerson sowie Carl Borch, Leoni Valentino und Robert L. Frost. Erste Erfahrungen mit der Fernsehindustrie erhielt er als Mitarbeiter für die Telepictures-Unternehmung, für die er Werbespots realisierte.
Sein Filmdebüt gab Frost 1962 in Und ewig knarren die Betten als Regisseur und Drehbuchautor. 1963 übernahm er den Schnitt zu Mondo di notte – Welt ohne Scham. Es folgten mehrere Filme, die dem Genre des Sexploitationfilms zuzuordnen sind. Viele Produktionen von ihm lassen sich auch dem Genre des Mondofilms zuordnen. In seinen Filmen ging es häufig um Misogynie oder BDSM und viele erhielten keine Jugendfreigabe. 1972 erschien sein Film Das Ding mit den 2 Köpfen, bei dem er für die Regie und das Drehbuch zuständig war und außerdem eine Nebenrolle verkörperte. In denselben Funktionen war er auch im 1974 erschienenen Film Sadomona – Insel der teuflischen Frauen zuständig. 1975 schrieb er das Drehbuch für Vier im rasenden Sarg und war auch als Produzent tätig. Nach den 1960er und 1970er Jahren nahmen seine Tätigkeiten merklich ab. In den 1980er Jahren war er nicht einmal an einer Handvoll Filme tätig, 1995 erschien mit Entführt – Ein Fan läuft Amok sein letzter Film.
Er verstarb am 25. Mai 2007 in New Orleans im Alter von 71 Jahren an den Folgen eines Herzinfarkt.

## Filmografie

### Regie
- 1962: Und ewig knarren die Betten (Surftide 77)
- 1962: Gräfin Frankensteins Liebestempel (House on Bare Mountain)
- 1963: Hollywood’s World of Flesh (Dokumentation)
- 1965: The Defilers
- 1966: Mondo Sexuality (Dokumentation)
- 1966: Love Is a Four Letter Word
- 1966: Mondo Bizarro (Dokumentation)
- 1966: The Forbidden (Dokumentation)
- 1968: Das Tier (The Animal)
- 1968: Heisse Sporen (Hot Spur)
- 1968: Die Porno-Katzen (The Pick-Up)
- 1969: Scavengers
- 1969: Angeli bianchi... angeli neri (Dokumentation)
- 1969: The Captives
- 1969: Love Camp 7
- 1970: Ride Hard, Ride Wild
- 1971: Im Liebesgarten (Zero in and Scream)
- 1971: Chain Gang Women
- 1971: Chrom und heißes Leder (Chrome and Hot Leather)
- 1971: Female Factory
- 1972: Das Ding mit den 2 Köpfen (The Thing with Two Heads)
- 1972: Two for the Money
- 1972: Slaves in Cages: 'Slaver i bure'
- 1974: Sadomona – Insel der teuflischen Frauen (Policewomen)
- 1974: Poor Cecily
- 1974: A Climax of Blue Power
- 1975: The Black Gestapo
- 1975: Fabulous Fanny
- 1976: Dynamite Trio
- 1979: Süsse Gefangene (Sweet Captive)
- 1980: 'Sweet Dreams, Suzan'
- 1985: Mickey Thompson: Man in the Steel Cage (Dokumentation)
- 1995: Entführt – Ein Fan läuft Amok (Private Obsession)

### Drehbuch
- 1962: Und ewig knarren die Betten (Surftide 77)
- 1966: Mondo Bizarro (Dokumentation)
- 1968: Heisse Sporen (Hot Spur)
- 1968: Die Porno-Katzen (The Pick-Up)
- 1971: Chain Gang Women
- 1971: Female Factory
- 1972: Das Ding mit den 2 Köpfen (The Thing with Two Heads)
- 1972: Two for the Money
- 1974: Sadomona – Insel der teuflischen Frauen (Policewomen)
- 1975: The Black Gestapo
- 1975: Vier im rasenden Sarg (Race with the Devil)
- 1976: Dynamite Trio (Dixie Dynamite)
- 1995: Entführt – Ein Fan läuft Amok (Private Obsession)

### Kamera
- 1965: The Defilers
- 1966: Love Is a Four Letter Word
- 1966: The Forbidden (Dokumentation)
- 1968: Heisse Sporen (Hot Spur)
- 1968: Die Porno-Katzen (The Pick-Up)
- 1969: Angeli bianchi... angeli neri (Dokumentation)
- 1969: Love Camp 7
- 1971: Im Liebesgarten (Zero in and Scream)
- 1971: Chain Gang Women
- 1971: Chrom und heisses Leder (Chrome and Hot Leather)
- 1974: A Climax of Blue Power
- 1976: Dynamite Trio
- 1979: The Dark
- 1984: Breakin’ 2: Electric Boogaloo
- 1986: Bad Guys – Brutaler als die Polizei erlaubt (Bad Guys)

### Schauspiel
- 1969: Scavengers
- 1969: Love Camp 7
- 1971: Chrom und heisses Leder (Chrome and Hot Leather)
- 1972: Das Ding mit den 2 Köpfen (The Thing with Two Heads)
- 1972: Garden of the Dead
- 1973: Sweet Jesus, Preacherman
- 1974: Sadomona – Insel der teuflischen Frauen (Policewomen)
- 1975: The Black Gestapo
- 1976: Dynamite Trio (Dixie Dynamite)
- 1995: Entführt – Ein Fan läuft Amok (Private Obsession)

### Produktion
- 1966: Mondo Sexuality (Dokumentation)
- 1968: Das Tier (The Animal)
- 1969: The Captives
- 1972: Two for the Money
- 1974: Poor Cecily
- 1974: A Climax of Blue Power
- 1975: Vier im rasenden Sarg (Race with the Devil)
- 1984: Die Brut der Gewalt (Hell Riders)

### Filmschnitt
- 1963: Mondo di notte – Welt ohne Scham (Mondo di notte n. 3) (für die US-amerikanische Filmfassung)
- 1965: The Defilers
- 1966: Mondo Sexuality (Dokumentation)
- 1971: Chain Gang Women
- 1995: Entführt – Ein Fan läuft Amok (Private Obsession)